# Saurodactylus splendidus
Saurodactylus splendidus — вид геконоподібних ящірок родини Sphaerodactylidae. Ендемік Марокко. Описаний у 2019 році.

## Поширення і екологія
Saurodactylus splendidus мешкають на півдні Марокко, в долині річки Драа та на горі Джебель-Бані.